# San Giuseppe (Seregno)

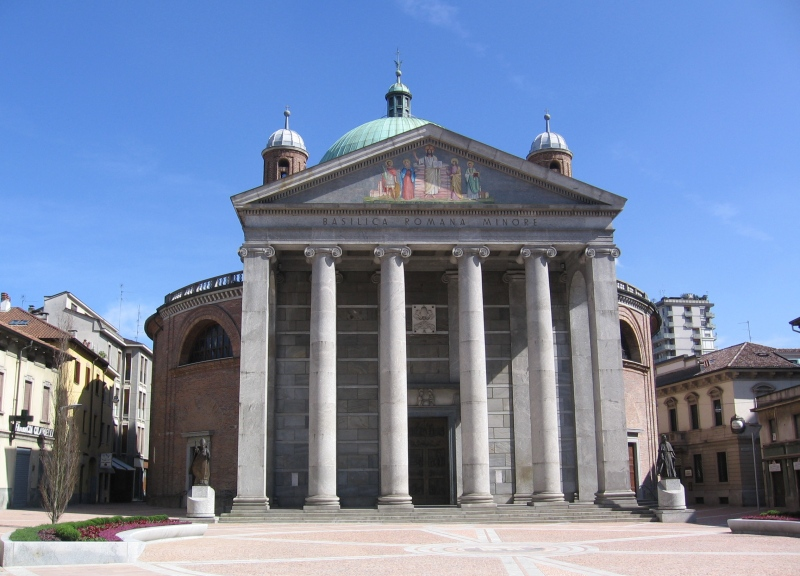
Basilika San Giuseppe

Die Basilika San Giuseppe (deutsch Basilika St. Josef) ist eine römisch-katholische Kirche in Seregno in der Lombardei, Italien. Die Pfarrkirche des Erzbistums Mailand unter dem Patrozinium des Josef trägt den Titel einer Basilica minor. Die klassizistische Kirche stammt vom Ende des 18. Jahrhunderts, die neoklassizistische Portikus aus dem 20. Jahrhundert. Seit September 2014 ist die Kirche Sitz der Pastoralgemeinschaft San Giovanni Paolo II.

## Geschichte
In der zweiten Hälfte des 18. Jahrhunderts beschloss die österreichische Regierung von Mailand, in Absprache mit dem damaligen Erzbischof von Mailand, Kardinal Giuseppe Pozzobonelli, zwei mittelalterliche Pfarrkirchen St. Victor und St. Ambrosius abzureißen und durch einen Neubau zu ersetzen. Diese gemeinsame, mittig errichtete Pfarrkirche mit dem neuen Schutzpatron Josef von Nazaret sollte auch die jahrhundertealten Rivalitäten der Bruderschaften der beiden Pfarreien beenden.
Nach der Grundsteinlegung 1769 wurde das erste Projekt des Architekten Ermenegildo Pini 1771 eingestellt, da die geplante runde Kirche mit Platz für 3600 Gläubige nicht zu finanzieren war. Das neue reduzierte Projekt wurde von Giulio Galliori genehmigt und zügig fertiggestellt. Die feierliche Kirchweihe erfolgte erst am 6. Mai 1881 durch den Patriarchen Paolo Angelo Ballerini. In den folgenden Jahren wurde das Innere der Kirche mit Altären, Leinwänden und einem goldenen Bronze-Ziborium mit Edelsteinen verziert, das 1786 aus der Mailänder Kirche Santa Caterina di Brera erworben und auf den Hauptaltar gestellt wurde.
1908 wurde das Äußere der Kirche vom Architekten Scanavini mit einer bescheidenen Betonfassade vervollständigt. 1925 wurde die Propsteikirche in den Rang einer Stiftskirche erhoben. Die heutige monumentale Fassade wurde vom Architekten Ottavio Cabiati entworfen und zwischen 1942 und 1944 errichtet. Danach wurde vom Architekten Luigi Brambilla der Innenraum ebenfalls ausgebaut, indem die Kuppel durch einen Tambour auf nunmehr 38 Meter angehoben wurde.
Der damalige Erzbischof von Krakau, Kardinal Karol Wojtyła, hatte im September 1963, November 1964 und erneut im September 1973 die Stiftskirche von Seregno besucht. Als Papst Johannes Paul II. schenkte er der Kirche ein Gemälde der Schwarzen Madonna von Tschenstochau. Im Mai 1981, am 200. Jahrestag der Eröffnung der Kirche, verlieh der Papst der Stiftskirche den Titel einer Basilica minor.
Anlässlich der Feierlichkeiten zum 20. Nationalen Eucharistischen Kongress im Mai 1983 in Mailand besuchte Papst Johannes Paul II. die Basilika von Seregno. Bei dieser Gelegenheit wurde eine Bronzestatue des Papstes des Bildhauers Antonio De Nova auf dem Platz vor der Kirche aufgestellt.

## Architektur
Vor dem runden Zentralbau erhebt sich auf der Westseite der hohe Portikus auf sechs Säulen mit einem dreieckigen Giebel, das Mosaik im Giebel wurde von Salvatore Saponaro entworfen und von Giorgio Crapputo umgesetzt. Der Innenraum unter der Kuppel ist von einem Säulengang umgeben. Auf der Ostseite schließt sich ein Altarraum mit einer runden Apsis an.

## Ausstattung
Der Hochaltar von Floriano Bodini wurde für die veränderten liturgischen Bedürfnissen 1999 zur Gemeinde hin neu geschaffen.
Auf der rechten Seite des Eingangs liegt das Grabmal von Paolo Angelo Ballerini. Er hatte das Amt als Erzbischof von Mailand wegen dortiger Widerstände Anfang der 1860er Jahre nur kurzzeitig ausführen können und zog sich 1867 mit dem Ehrentitel des Lateinischen Patriarchen von Alexandria nach Seregno zurück, wo er 1897 verstarb. Das Grabmal aus Marmor wurde 1898 von Bildhauers Francesco Confalonieri geschaffen.
Die Orgel für die Kirche wurde 1810 aus dem Kloster San Paolo in Mailand erworben, das durch napoleonische Gesetze aufgelöst wurde, sie wurde beim Einbau erweitert. 1965 wurde die Orgel über das Mittelportal der Basilika verlegt, zwischen wurde 1972 und 1973 wurde die Chororgel ergänzt. Im Juli 2014 bis im April 2017 fand die letzte Renovierung des Instruments mit 69 Registern statt.